# Thüringer HC
Maillots
Actualités
Dernière mise à jour : 5 mai 2025.
Le Thüringer HC est un club féminin de handball basé dans les villes d'Erfurt et de Bad Langensalza dans le Land de Thuringe. Le club évolue dans le championnat d'Allemagne.

## Palmarès
compétitions internationales
- vainqueur de la Ligue européenne (C3) (1) : 2025
- finaliste de la coupe Challenge (C4) en 2009

compétitions nationales
- vainqueur du Championnat d'Allemagne (7) en 2011, 2012, 2013, 2014, 2015, 2016 et 2018
- vainqueur de la Coupe d'Allemagne  (3) en 2011, 2013 et 2019
- vainqueur de la Supercoupe d'Allemagne  (3) en 2015, 2016 et 2018

## Parcours national
| Saison  |                    |             |                    |              |
| Saison  | Niveau             | Championnat | Coupe              | Supercoupe   |
| ------- | ------------------ | ----------- | ------------------ | ------------ |
| 2000/01 | Regionalliga Mitte | 1er         | ?                  | non disputée |
| 2001/02 | 2. Bundesliga Nord | 5e          | ?                  | non disputée |
| 2002/03 | 2. Bundesliga Süd  | 6e          | ?                  | non disputée |
| 2003/04 | 2. Bundesliga Süd  | 2e          | ?                  | non disputée |
| 2004/05 | 2. Bundesliga Süd  | 4e          | ?                  | non disputée |
| 2005/06 | Bundesliga         | 8e          | ?                  | non disputée |
| 2006/07 | Bundesliga         | 6e          | ?                  | non disputée |
| 2007/08 | Bundesliga         | 6e          | ?                  | non disputée |
| 2008/09 | Bundesliga         | 11e         | ?                  | -            |
| 2009/10 | Bundesliga         | 8e          | huitième-de-finale | -            |
| 2010/11 | Bundesliga         | vainqueur   | vainqueur          | non disputée |
| 2011/12 | Bundesliga         | vainqueur   | huitième-de-finale | non disputée |
| 2012/13 | Bundesliga         | vainqueur   | vainqueur          | non disputée |
| 2013/14 | Bundesliga         | vainqueur   | quart-de-finale    | non disputée |
| 2014/15 | Bundesliga         | vainqueur   | 3e                 | non disputée |
| 2015/16 | Bundesliga         | vainqueur   | demi-finale        | vainqueur    |
| 2016/17 | Bundesliga         | 2e          | demi-finale        | vainqueur    |
| 2017/18 | Bundesliga         | vainqueur   | quart-de-finale    | -            |
| 2018/19 | Bundesliga         | 2e          | vainqueur          | vainqueur    |
| 2019/20 | Bundesliga         | 4e          | -                  | finaliste    |
| 2020/21 | Bundesliga         | 4e          | ?                  | ?            |
| 2021/22 | Bundesliga         | 2e          | ?                  | ?            |
| 2022/23 | Bundesliga         | 3e          | ?                  | ?            |
| 2023/24 | Bundesliga         | 4e          | ?                  | ?            |
| 2024/25 | Bundesliga         | 4e          | ?                  | ?            |

## Effectif

### Effectif actuel

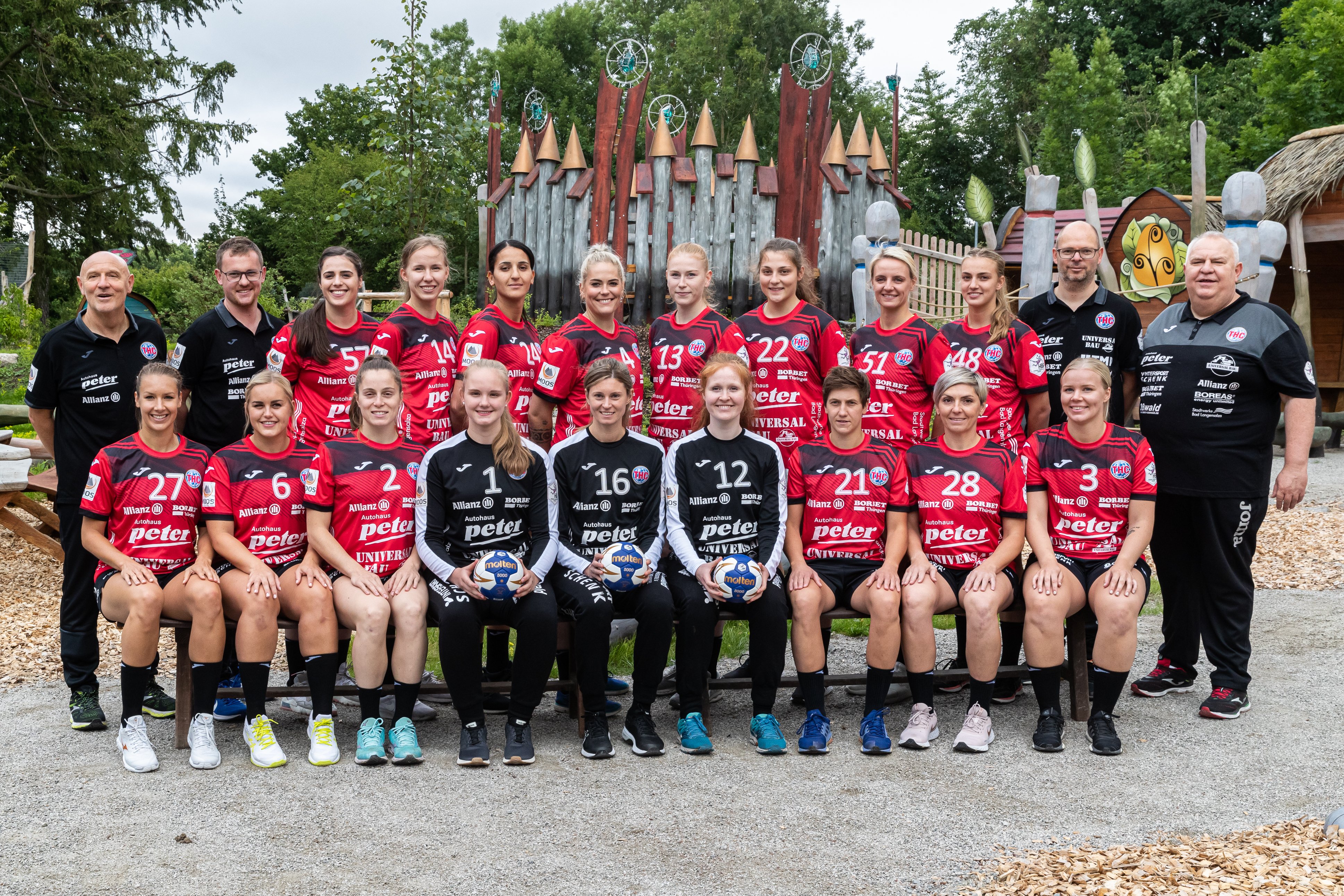
Effectif 2020-2021 du club

L'effectif pour la saison 2024-2025 est :
| Gardiens de but - 01 Christina Lövgren Hallberg - 12 Dinah Eckerle Ailières gauches - 26 Anna Szabó - 22 Rikke Hoffbeck Petersen Ailières droites - 06 Nathalie Hendrikse - 24 Ida Gullberg Pivots - 57 Josefine Huber - 03 Sharon Nooitmeer | Arrières gauches - 14 Anika Niederwieser - 29 Johanna Reichert Demi-centre - 59 Csenge Kuczora - 27 Kerstin Kündig - 23 Natsuki Aizawa Arrières droites - 08 Julie Holm - 13 Kathrin Pichlmeier |

## Personnalités liées au club
Parmi les joueuses du club, on trouve :
- Macarena Aguilar (2016-2018)
- Mie Augustesen (2012-2013)
- Eliza Buceschi (2015-2016)
- Dinah Eckerle (2011-2018)
- Katrin Engel (2010-2017)
- Sonja Frey (2012-2016)
- Ana Gros (2012-2013)
- Manon Houette (2016-2017)
- Svenja Huber (2013-2016)
- Anne Hubinger (depuis 2017)
- Lýdia Jakubisová (depuis 2011)
- Ines Khouildi (2020-2022)
- Iveta Korešová (2013-2021)
- Saskia Lang (2017-2019)
- Meike Schmelzer (2014-2021)
- Crina Pintea (2015-2017)
- Danick Snelder (2010-2016)
- Alicia Stolle (2018-2020)
- Kerstin Wohlbold (depuis 2010)
- Kristy Zimmerman (2018-2019)